# Yuri Alvear
Yuri Alvear Orejuela (Jamundí, 29 marzo 1986) è una judoka colombiana, vincitrice della medaglia di bronzo nei 70 kg alle Olimpiadi di Londra 2012.

## Palmarès
- Giochi olimpici

Londra 2012: bronzo nei 70 kg.
Rio de Janeiro 2016: argento nei 70 kg.
- Mondiali

Rotterdam 2009: oro nei 70 kg.
Rio de Janeiro 2013: oro nei 70 kg.
Čeljabinsk 2014: oro nei 70 kg.
Astana 2015: bronzo nei 70 kg.
Budapest 2017: bronzo nei 70 kg.
- Giochi panamericani

Guadalajara 2007: bronzo nei 70 kg.
Rio de Janeiro 2011: argento nei 70 kg.
Toronto 2015: bronzo nei 70 kg.
- Campionati panamericani di judo

Montréal 2007: oro nei 70 kg.
Miami 2008: bronzo nei 70 kg.
Buenos Aires 2009: oro nei 70 kg.
Guadalajara 2011: bronzo nei 70 kg.
Montreal 2012: bronzo nei 70 kg.
San José 2013: bronzo nei 70 kg.
Guayaquil 2014: oro nei 70 kg.
San Salvador 2015: argento nei 70 kg.
L'Avana 2016: oro nei 70 kg.